# Richard Lockridge
Richard Lockridge (Saint Joseph, 26 settembre 1898 – Tryon, 19 giugno 1982) è stato uno scrittore statunitense.
Richard Lockridge e la moglie Frances hanno creato una nota serie di gialli dedicati alla coppia Mr. and Mrs. North.

## Opere

### Romanzi scritti con Frances Lockridge
- Mr and Mrs North, 1936
- The Norths Meet Murder[1], 1940
- Murder Out of Turn, 1941
- A Pinch of Poison, 1941
- Death on the Aisle, 1941
- Hanged for a Sheep, 1942
- Death Takes a Bow, 1943
- Killing the Goose, 1944
- Payoff for the Banker, 1945
- Death of a Tall Man, 1946
- Murder Within Murder, 1946
- Untidy Murder, 1947
- Think of Death, 1947
- Murder Is Served[2], 1948
- I Want to Go Home, 1948
- The Dishonest Murderer, 1949
- Spin Your Web, Lady, 1949
- Murder in a Hurry, 1950
- Foggy, Foggy Death, 1950
- Murder Comes First, 1951
- A Client Is Cancelled, 1951
- Dead As a Dinosaur, 1952
- Death by Association[3], 1952
- Curtain for a Jester, 1953
- Death Has a Small Voice, 1953
- Alzati e muori (Stand Up and Die), 1953
  - Il Giallo Mondadori n. 1350, 1974
- A Key to Death, 1954
- Death and the Gentle Bull[4], 1954
- Death of an Angel[5], 1955
- Burnt Offering, 1955
- The Faceless Adversary[6], 1956
- La crociera della violenza (Voyage Into Violence), 1956
  - I Classici del Giallo Mondadori n. 1372, 2015
- Let Dead Enough Alone, 1956
- The Tangled Cord, 1957
- Practise to Deceive, 1957
- Catch As Catch Can, 1958
- The Long Skeleton, 1958
- Accent on Murder, 1958
- The Innocent House, 1959
- Murder and Blueberry Pie[7], 1959
- Murder Is Suggested, 1959
- The Golden Man, 1960
- The Judge Is Reversed, 1960
- Show Red for Danger, 1960
- The Drill Is Death, 1961
- Murder Has Its Points, 1961
- With One Stone[8], 1961
- Non sono morta! (And Left for Dead), 1962
  - I Classici del Giallo Mondadori n. 44, 1968
- Night of Shadows, 1962
- The Ticking Clock, 1962
- First Come, First Kill, 1962
- Murder by the Book, 1963
- The Distant Clue, 1963
- The Devious Ones[9], 1964
- Quest for the Bogeyman, 1964

### Altre opere
- Darling of Misfortune: Edwin Booth: 1833-1893, 1932
- Death in the Mind[10], 1945
- A Matter of Taste, 1949
- Murder Can't Wait, 1964
- Squire of Death, 1965
- Murder Roundabout, 1966
- Murder for Art's Sake, 1967
- With Option to Die, 1967
- Murder in False-Face, 1968
- Un cadavere fra le pagine (A Plate of Red Herrings), 1968
  - Il Giallo Mondadori n. 1133, 1970
- Die Laughing, 1969
- A Risky Way to Kill, 1969
- Troubled Journey, 1970
- Twice Retired, 1970
- Death in a Sunny Place, 1971
- Inspector's Holiday, 1971
- Preach No More, 1971
- L'asso nella manica (Something Up a Sleeve), 1972
  - Il Giallo Mondadori n. 1285, 1973
- Write Murder Down, 1972
- Not I, Said the Sparrow 1973
- Chi di tivù ferisce... (Death on the Hour) 1974
  - Il Giallo Mondadori n. 1393, 1975
- Or Was He Pushed?, 1975
- Fuga disperata (Dead Run), 1976
  - Il Giallo Mondadori n. 1504, 1977
- A Streak of Light, 1976
- The Tenth Life, 1977
- The Old Die Young, 1980